# Антоновка (Красногвардейский район)
Антоновка (укр. Антонівка, крымскотат.  Antonovka, Антоновка) — упразднённое село в Красногвардейском районе Республики Крым, включено в состав также упразднённого села Даниловка (оба поглощены пгт Красногвардейское). Располагалось в районе современной железнодорожной станции Урожайная.

## История
Впервые в доступных источниках селение встречаются в «…Памятной книжка Таврической губернии на 1900 год», согласно которой в селе Александровской волости Перекопского уезда числился 481 житель в 37 дворах. По Статистическому справочнику Таврической губернии. Ч.II-я. Статистический очерк, выпуск пятый Перекопский уезд, 1915 год, в посёлке Антоновка (оно же Курман-Кемельчи) Александровской волости Перекопского уезда, числилось 64 (17 дворов с землёй, 47 — безземельные) двора со смешанным населением в количестве 359 человек приписных жителей и 146 — «посторонних», из которых 288 мужчин и 217 женщин. Жители землёй не владели, но за селением числилось 120 десятин земли. В хозяйствах имелось 90 лошадей, 41 корова и 20 голов мелкого скота.
После установления в Крыму Советской власти и учреждения 18 октября 1921 года Крымской АССР, в составе Джанкойского уезда был образован Курманский район, в состав которого включили село. В 1922 году уезды получили название округов. 11 октября 1923 года, согласно постановлению ВЦИК, в административное деление Крымской АССР были внесены изменения, в результате которых был ликвидирован Курманский район и село включили в состав Джанкойского. Согласно Списку населённых пунктов Крымской АССР по Всесоюзной переписи 17 декабря 1926 года, в селе Антоновка, Немецко-Джанкойского сельсовета Джанкойского района, числилось 9 дворов, все крестьянские, население составляло 49 человек, из них 31 русский, 9 украинцев и 9 армян. Постановлением ВЦИК РСФСР от 30 октября 1930 года был вновь создан Биюк-Онларский район (указом Президиума Верховного Совета РСФСР № 621/6 от 14 декабря 1944 года переименованный в Октябрьский), теперь как немецкий национальный, в который включили село. Постановлением Президиума КрымЦИКа «Об образовании новой административной территориальной сети Крымской АССР» от 26 января 1935 года был создан немецкий национальный (лишённый статуса национального постановлением Оргбюро ЦК КПСС от 20 февраля 1939 года) Тельманский район (с 14 декабря 1944 года — Красногвардейский) и селение включили в его состав.
После освобождения Крыма от фашистов в апреле, 12 августа 1944 года было принято постановление № ГОКО-6372с «О переселении колхозников в районы Крыма» по которому в район из областей Украины и России переселялись семьи колхозников, а в начале 1950-х годов последовала вторая волна переселенцев из различных областей Украины. С 25 июня 1946 года Антоновка в составе Крымской области РСФСР. 26 апреля 1954 года Крымская область была передана из состава РСФСР в состав УССР. Время включения в Даниловский сельсовет пока не установлено: на 15 июня 1960 года село уже числилось в его составе. К 1968 году Антоновку присоединили к Даниловке (согласно справочнику «Крымская область. Административно-территориальное деление на 1 января 1968 года» — в период с 1954 по 1968 годы).